# الکس سندرز (بازیگر پورنوگرافی)
الکس سندرز (انگلیسی: Alex Sanders؛ زاده ۷ مارس ۱۹۶۶) یک بازیگر پورنوگرافی اهل ایالات متحده آمریکا است. 